# Réserve naturelle nationale des étangs du Romelaëre
La réserve naturelle nationale des étangs du Romelaëre [ʁɔmlaʁ] (RNN168) est une réserve naturelle nationale située dans les Hauts-de-France. Classée en 2008, elle occupe une surface de 104 hectares et protège un ancien site d'extraction de la tourbe devenu une zone humide.

## Localisation

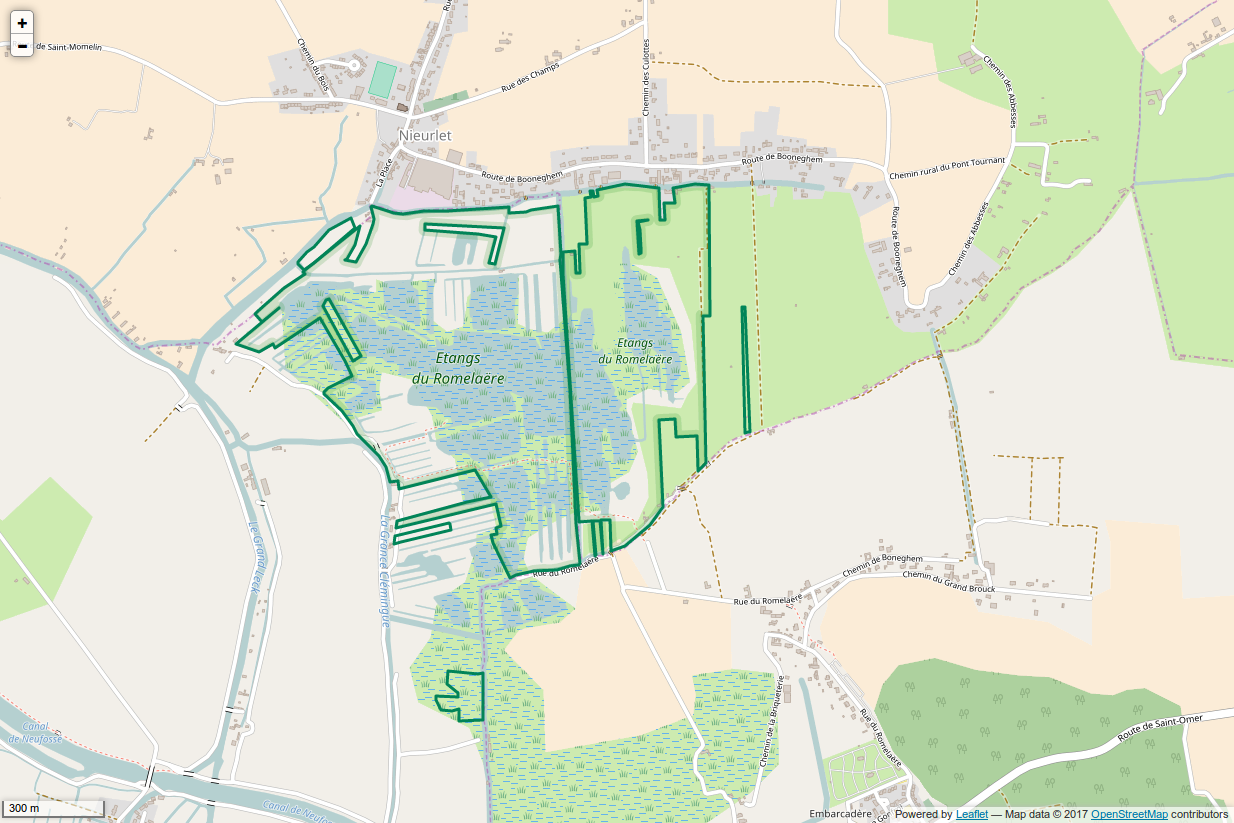
Périmètre de la réserve naturelle.

Le territoire de la réserve naturelle est située dans l'Audomarois, à cheval sur le Nord et le Pas-de-Calais dans le bassin de l'Aa et sur les communes de Nieurlet, Saint-Omer, et Clairmarais.

## Histoire du site et de la réserve
Le site correspond à une ancienne zone de tourbières alcalines exploitées depuis le Moyen Âge, d'abord classée en Réserve naturelle volontaire avec le soutien du « Parc naturel régional audomarois » devenu depuis le Parc naturel régional des Caps et Marais d'Opale.
La zone est située dans une région d'agriculture intensive et en aval d'un grand bassin industriel (papeterie, verrerie-cristallerie, conserverie) et fortement urbanisé, qui peuvent expliquer quelques éventuelles séquelles de pollution.

## Écologie (biodiversité, intérêt écopaysager…)
Les étangs du Romelaëre sont la dernière zone humide d’importance internationale (Convention de Ramsar) du Nord-Pas-de-Calais ; ils accueillent plus de 200 couples de Grands Cormorans nicheurs (Phalacrocorax carbo). Le site, bien que très artificialisé sur sa périphérie, jouxte presque la forêt domaniale de Rihoult Clairmarais et il abrite de nombreuses espèces patrimoniales.

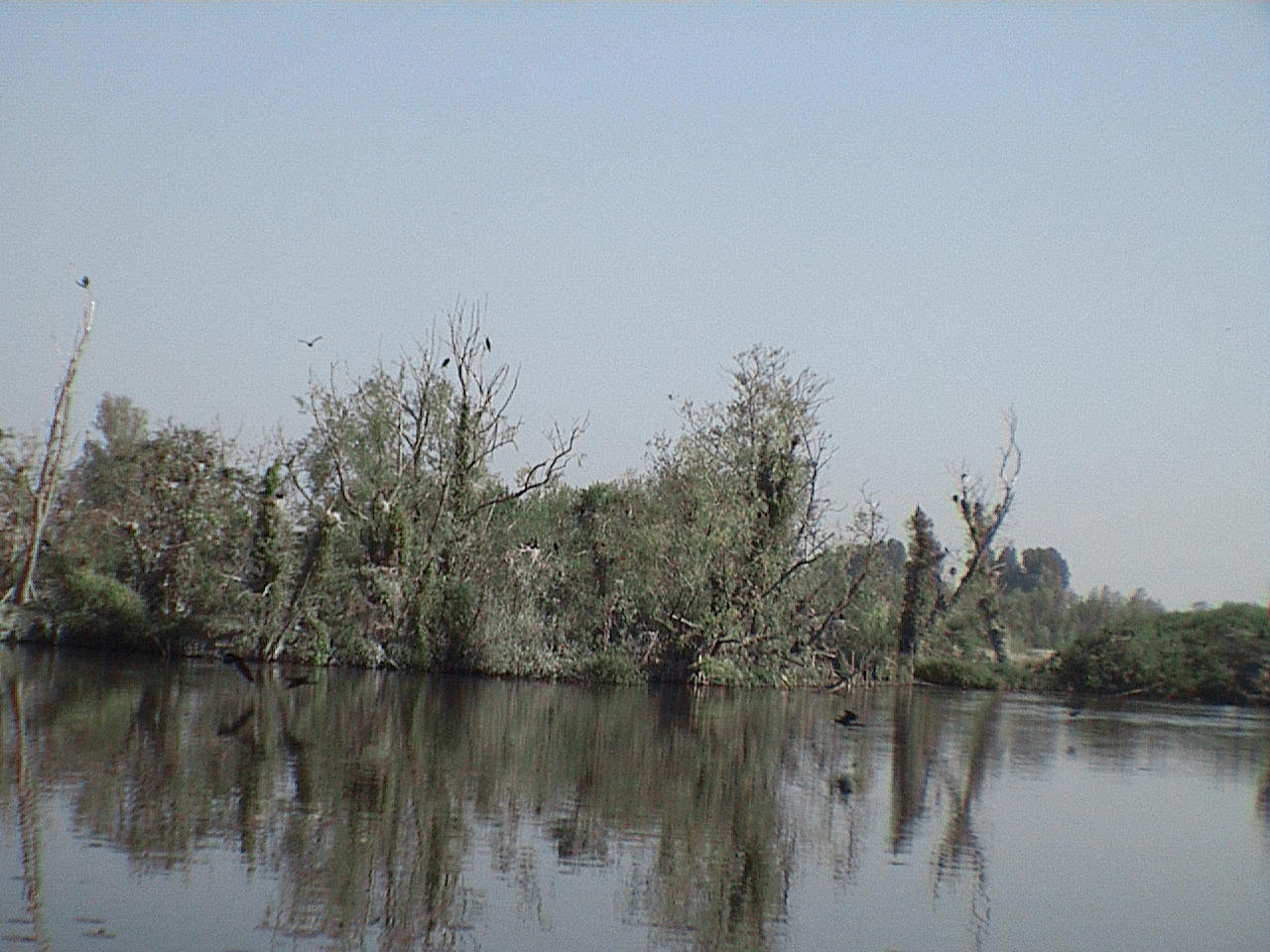
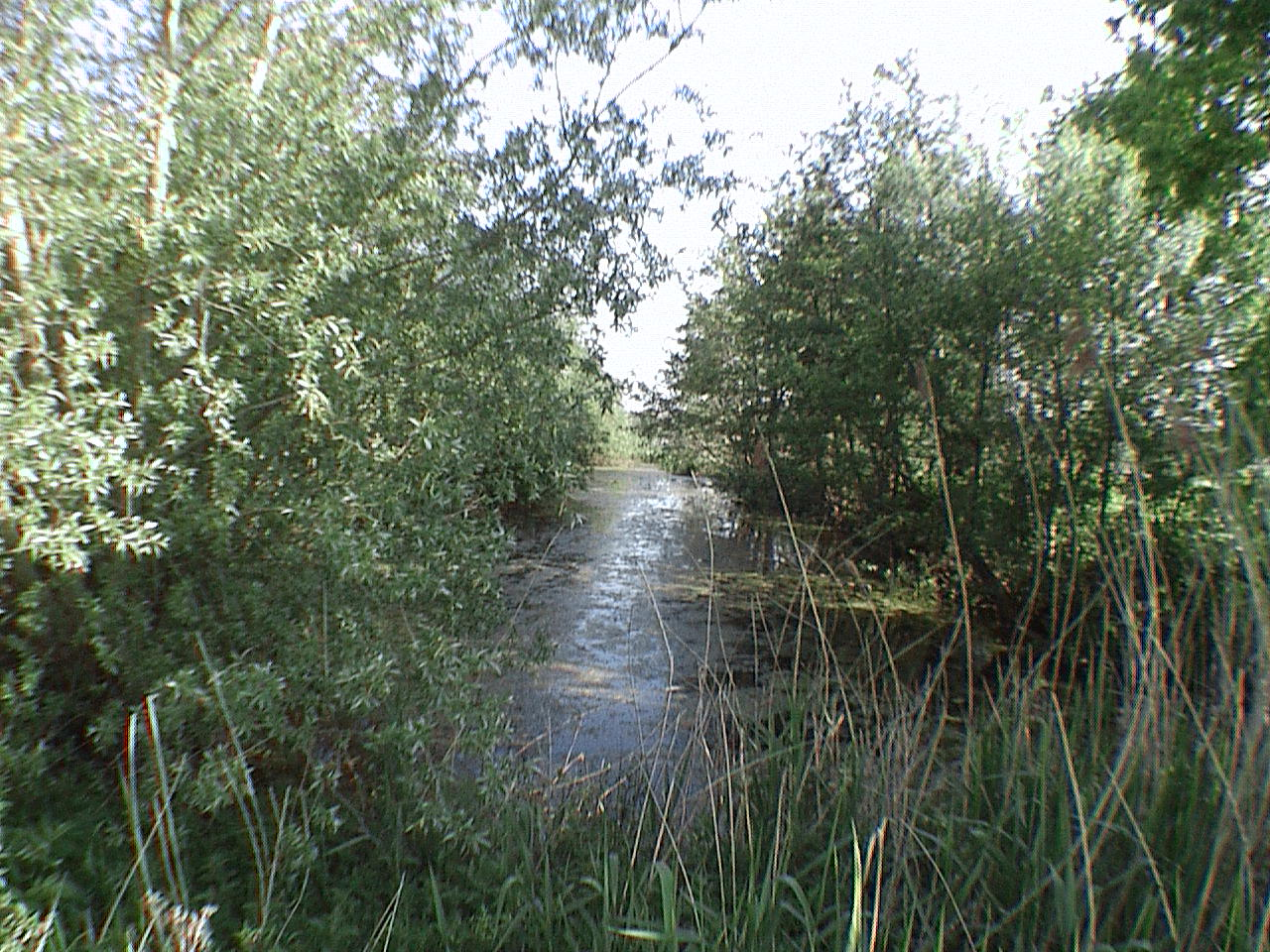
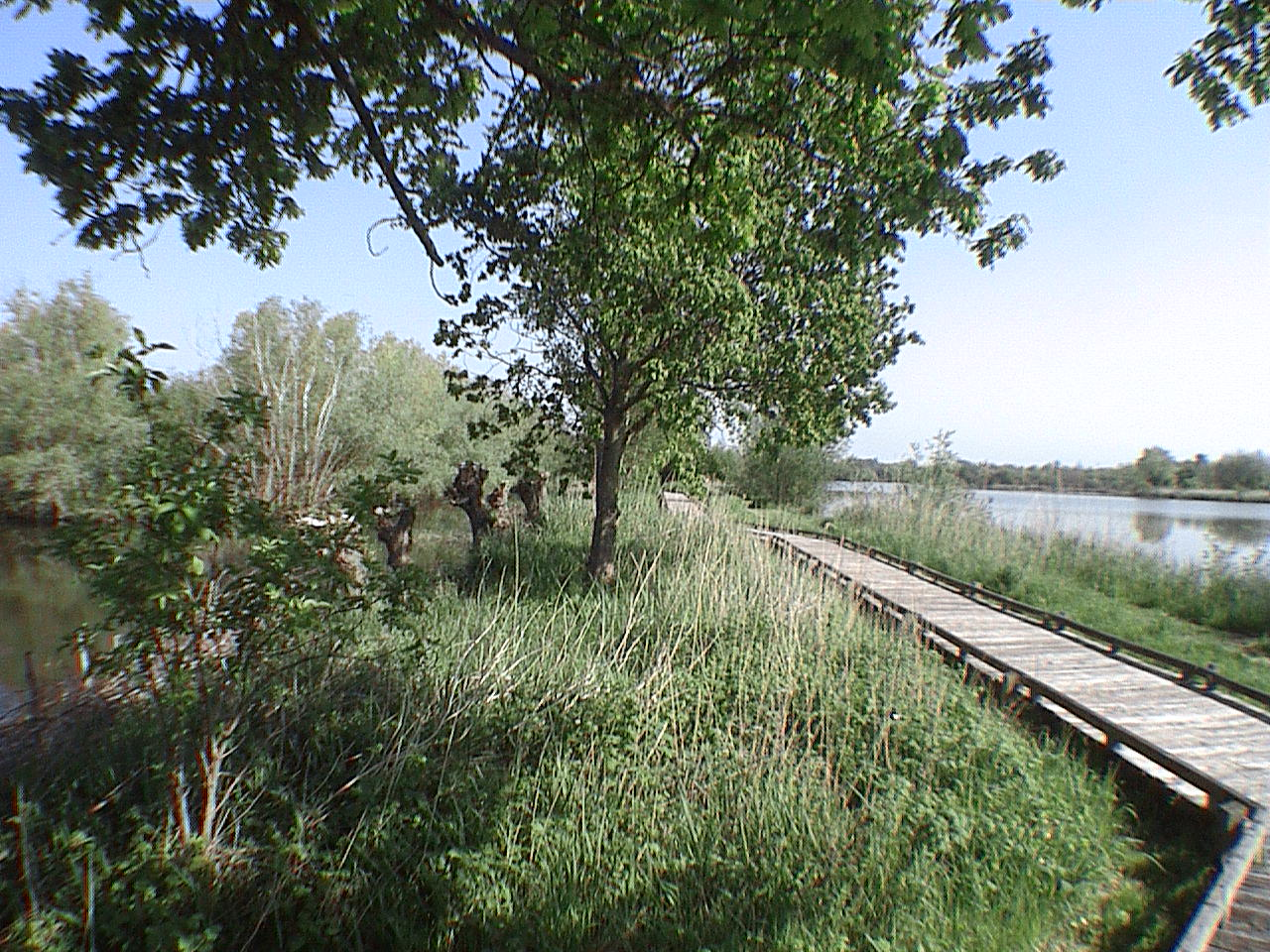
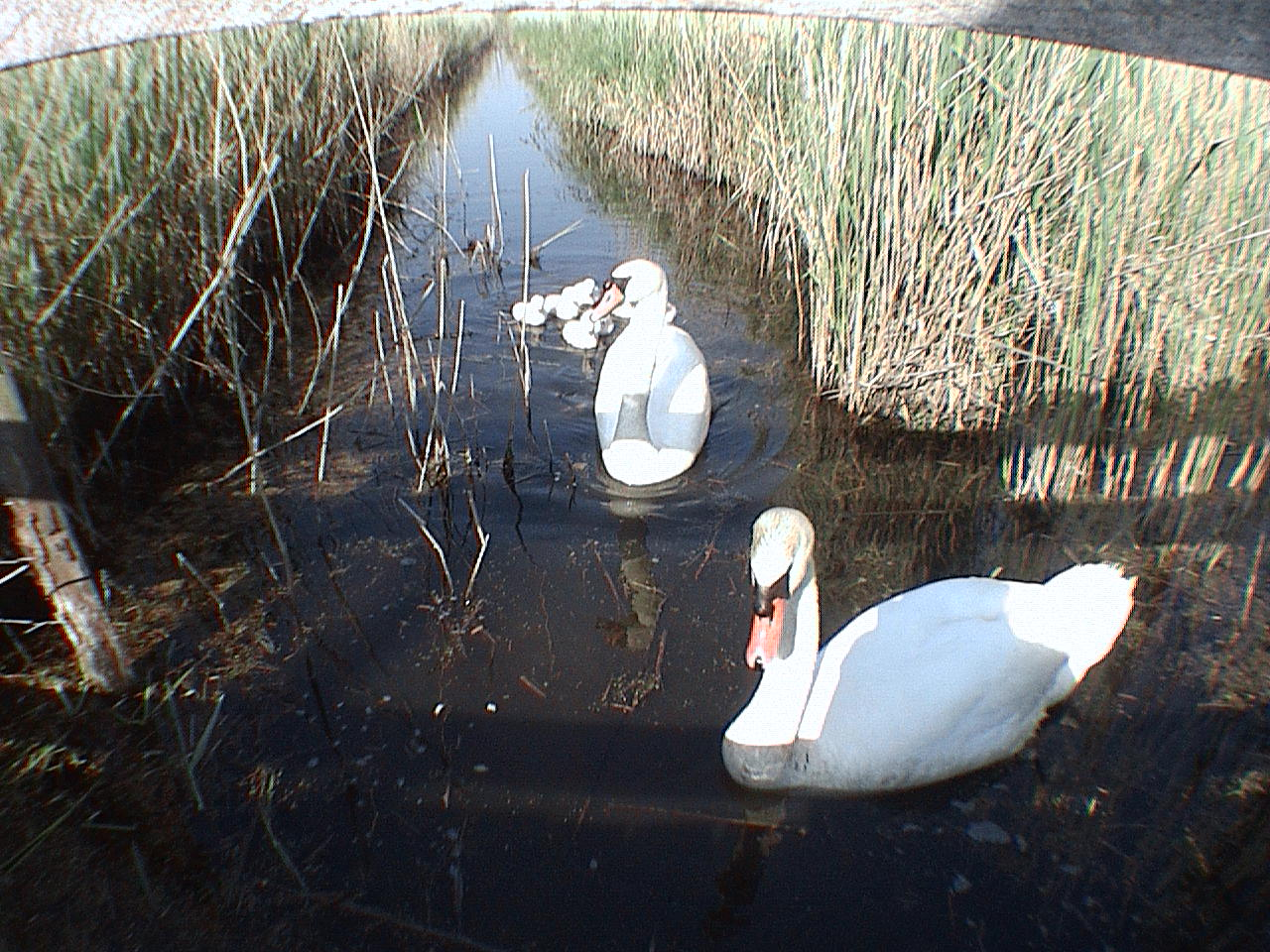
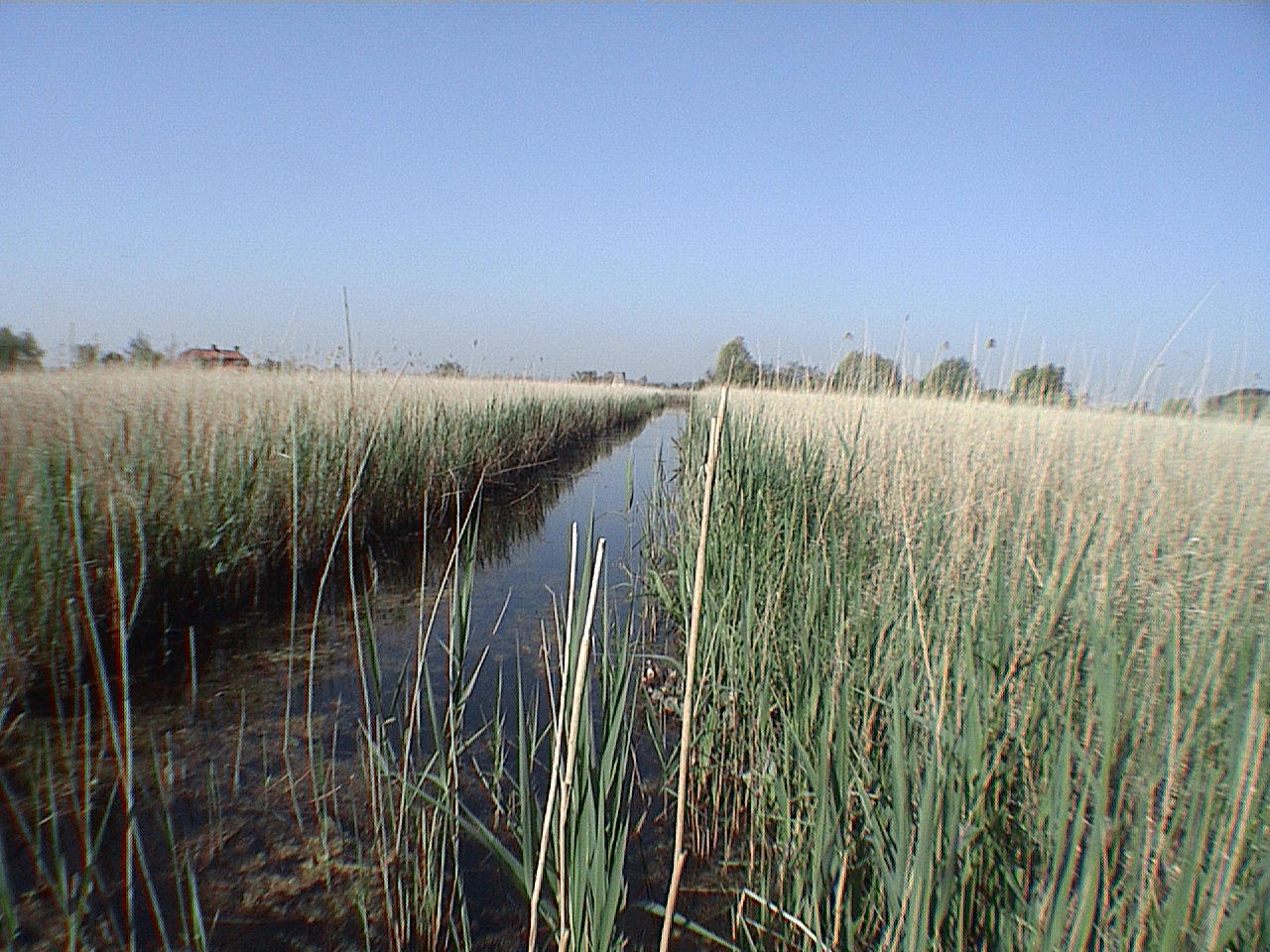
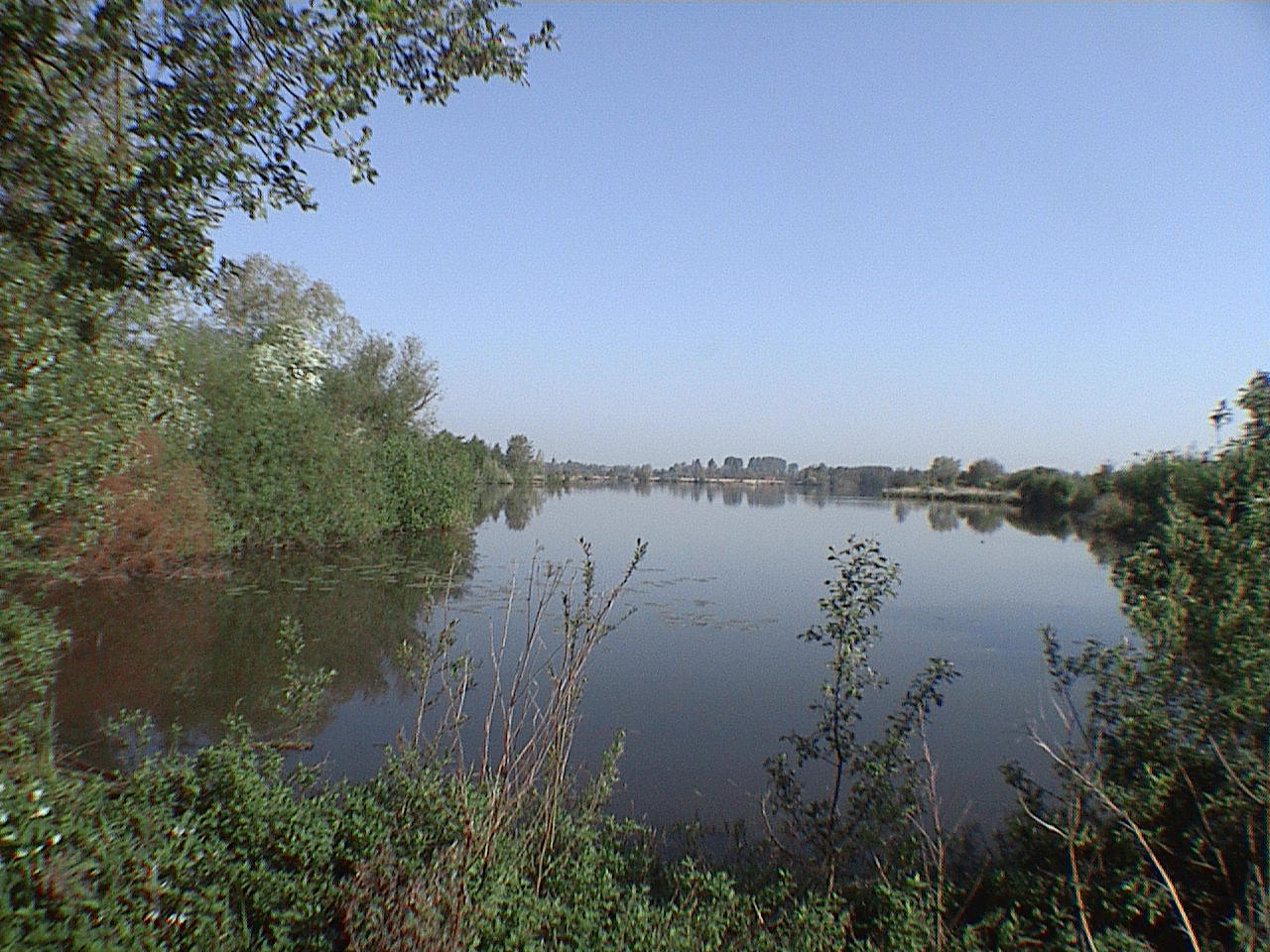

### Flore
Sur le site sont présentes des espèces d’intérêt patrimonial, des espèces protégées régionales et une espèce protégée nationale.

#### Espèce protégée nationale
- Grande douve Ranunculus lingua L.

#### Espèces protégées régionales
- Plantain d’eau lancéolé Alisma lanceolatum  Winth. ;
- Baldellie fausse renoncule Baldellia ranunculoides  L ;
- Butome en ombelle Butomus umbellatus L ;
- Dactylorhize négligée Dactylorhiza praetermissa (druce) ;
- Jonc à fleurs obtuses Juncus subnodulosus  schrank ;
- Gesse des marais Lathyrus palustris L ;
- Myriophylle verticillé Myriophyllum verticillatum L ;
- Œnanthe aquatique Oenanthe aquatica L ;
- Peucédan des marais Peucedanum palustre L ;
- Scirpe des forêts Scirpus sylvaticus L ;
- Berle à larges feuilles Sium latifolium L ;
- Stellaire des marais Stellaria palustris Retz. ;
- Stratiotes faux-aloès Stratiotes aloides L ;
- Pigamon jaune Thalictrum flavum  L ;
- Thélyptéride des marais Thelypteris palustris Schott. ;
- Troscart des marais Triglochin palustris L ;
- Utriculaire commune Utricularia vulgaris L…

#### Espèces d’intérêt patrimonial
- Ophioglosse commune Ophioglossum vulgatum L
- Potamot capillaire Potamogeton trichoides Cham. et Schlecht.
- Renoncule en crosse Ranunculus circinatus Sibth.
- Rhinanthe à grandes fleurs Rhinanthus angustifolius C.C.

### Faune

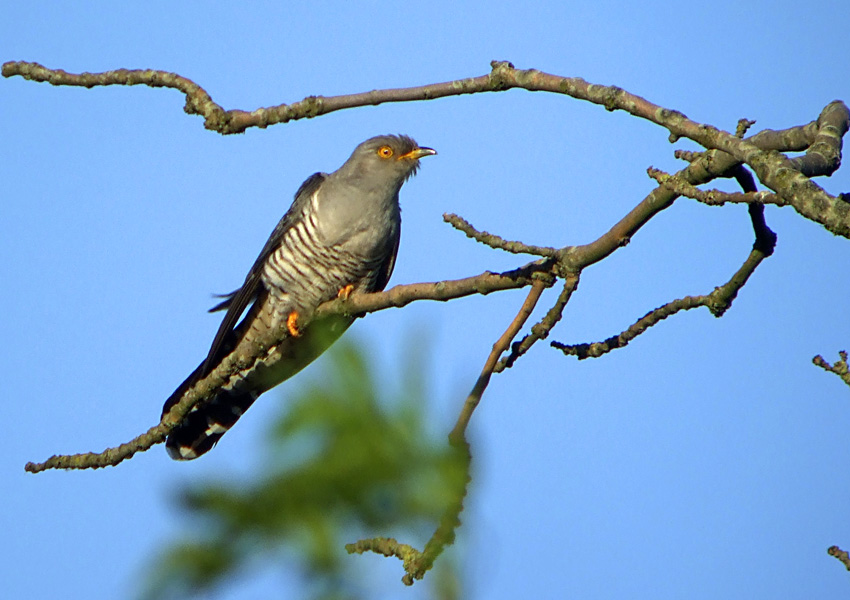
Coucou gris (Cuculus canorus)

La réserve naturelle est renommée pour son avifaune. Plus de 200 espèces d'oiseaux ont déjà été observées depuis sa création. L'espèce la plus emblématique est sans doute le Grand cormoran (Phalacrocorax carbo), avec environ 270 couples en 2012, en recul depuis. Parmi les espèces nicheuses patrimoniales on peut citer le Butor étoilé, (Botaurus stellaris), l'Aigrette garzette (Egretta garzetta), le Héron garde-bœufs (Bulbucus ibis), le Blongios nain (Ixobrychus minutus), le Râle d'eau (Rallus aquaticus), le Canard souchet (Anas clypeata), la Gorgebleue à miroir (Luscinia svecica), le Phragmite des joncs (Acrocephalus schoenobaenus), la Locustelle luscinioïde (Locustella luscinioides), le Busard des roseaux (Circus aeruginosus)… parfois peuvent être aperçus le Héron pourpré (ex printemps 2019) et la cigogne blanche 2 couples (+ 3 poussins) au printemps 2019. 

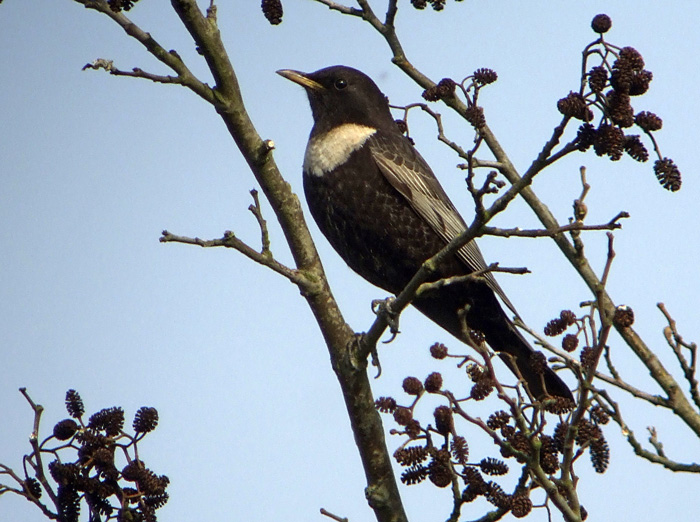
Merle à plastron (Turdus torquatus)

Les reptiles et amphibiens comptent les espèces suivantes : grenouilles vertes (Grenouille de Lessona et Grenouille commune), Grenouille rousse, Crapaud commun, Tritons palmé, ponctué et alpestre, Couleuvre à collier…
Les mammifères fréquentant le site comptent le Putois, le Rat musqué, la Pipistrelle commune et le Murin de Daubenton.
Environ 26 espèces de poissons sont présentes sur le site dont de petits poissons comme le Gardon, l'Ablette, ou des carnassiers comme le Brochet, le Sandre et des Carpes (formes communes, miroir, etc).

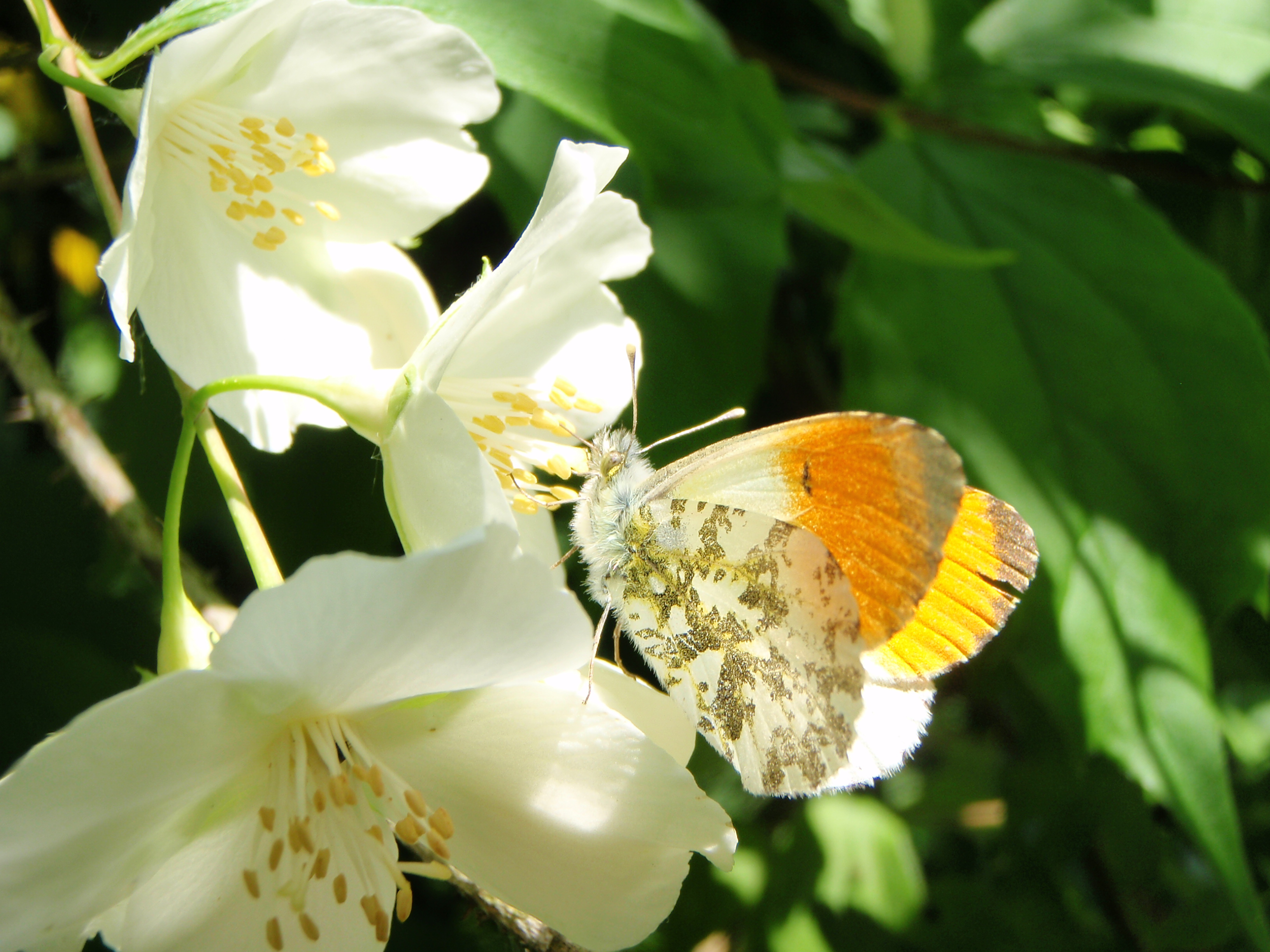
Aurore (Anthocharis cardamines)

Pour les invertébrés, l'inventaire 2012 des Rhopalocères indique les espèces suivantes : Aurore (Anthocharis cardamines), Citron (Gonepteryx rhamni), Myrtil (Maniola jurtina), Paon-du-jour (Aglais io), Petite tortue (Aglais urticae), Piérides du chou (Pieris brassicae), de la rave (Pieris rapae) et du navet (Pieris napi), Robert-le-diable (Polygonia c-album), Tircis (Pararge aegeria) et Vulcain (Vanessa atalanta).

### Champignons, lichens et autres organismes remarquables
Le site a fait l'objet d'un inventaire mycologique en 1996 par R. Courtecuisse, puis d'une thèse de Roseline Bouin en 2006. R Bouin a conclu que le site pouvait être situé parmi les sites d’intérêt mycologique majeurs au niveau régional, et a recommandé la poursuite régulière des investigations pour compléter cet inventaire. Elle a aussi recommandé la « conservation d'une quantité suffisante de bois mort » (source très importante et souvent sous-estimée de biodiversité) et à « inclure les connaissances mycologiques dans les informations délivrées au public ».
Ce travail a aussi montré que les boisements tourbeux, très riche en champignons montraient quelques signes d’alerte, consécutifs à l’assèchement et à l’eutrophisation et annonçant la substitution à terme de ces boisements par des milieux plus banals si rien n'est fait.

### Espèces invasives
La réserve naturelle n'est pas épargnée par la prolifération de quelques espèces invasives. Pour la flore, on peut citer l'Azolle fausse filicule (Azolla filiculoides Lam), la Renouée du Japon (Fallopia japonica), le Bident à fruits noirs (Bidens frondosa L), l'Élodée du Canada (Elodea canadensis Michaux), l'Élodée de Nuttall (Elodea nuttallii Planch.), la Lenticule minuscule (Lemna minuta Humb. Bonpl. Kunth.), la Lenticule à turion (Lemna turionifera Landoit)… Dans les espèces faunistiques, mentionnons la Tortue de Floride, le Rat musqué et l'Écrevisse américaine.

### État, pressions ou menaces, réponses
La chasse et la pêche, les engrais ou pesticides émanants du maraichage et des zones périphériques comptent parmi les facteurs de pression, de même que la surfréquentation (canalisée par divers aménagements et une structure d'accueil).

### Degré de fragmentation écologique
Il est très modéré pour la partie centrale de la réserve. Cette dernière est relativement épargnée par la pollution lumineuse (facteur potentiel de fragmentation écologique de l'environnement nocturne, mais le halo des villes voisines de Saint-Omer et d'Arques y est très perceptible.

## Intérêt touristique et pédagogique
Des sentiers de découvertes avec observatoire sont ouverts de mi-mars à mi-décembre et accessibles aux handicapés. La Maison du Romelaëre propose des renseignements sur les sentiers et des visites guidées. D'autres sites, à vocation écologique, peuvent être visités à proximité (landes de Blendecques, forêt d'Eperlecques, marais de Saint Omer, forêt de Clairmarais…).

## Administration, plan de gestion, règlement
C'est le Syndicat mixte Eden 62 qui gère cette réserve naturelle devenue propriété du Conseil départemental du Pas-de-Calais en 2009.
La chasse et la cueillette de végétaux ou champignons et les activités sportives sont interdites dans la réserve (avec exception motivée concernant la chasse ou la collecte pour limiter des populations animales ou végétales invasives ou surabondantes dans la réserve, après avis du conseil scientifique régional du patrimoine naturel).
La pêche est autorisée en certains lieux et à certaines conditions fixées par un arrêté préfectoral.
Le pâturage est utilisé pour la gestion de certains milieux, conformément aux objectifs du plan de gestion de la réserve.

### Outils et statut juridique
La réserve naturelle a été créée par le décret no 2008-220 du 5 mars 2008.
Le réseau Natura 2000 y gère, depuis avril 2006, la ZPS no FR3112003 de plus de 178 ha accueillant de nombreux oiseaux inféodés aux zones humides du marais et attirés par l'abondance de la nourriture.